# Klaus von der Krone
Klaus von der Krone (* 25. Februar 1944 in Ichtershausen; † 9. Juni 2023) war ein deutscher Politiker (CDU) und von 1999 bis 2014 Mitglied des Thüringer Landtags.

## Biografie
Klaus von der Krone wuchs in Ichtershausen auf, wo er von 1960 bis 1963 eine Ausbildung zum Schlosser im Nadelwerk absolvierte. Zwischen 1970 und 1975 absolvierte er ein Abendstudium an der Ingenieurschule Schmalkalden zum Maschinenbauingenieur. Beruflich war er bis 1990 beim Nadelwerk und beim Fleischmaschinenbau Arnstadt tätig.

## Politik
Von 1990 bis 2010 war Klaus von der Krone Bürgermeister von Ichtershausen. Von 1999 bis 2014 war er Mitglied des Thüringer Landtags. Dabei wurde er stets im Wahlkreis Ilm-Kreis II (nördlicher Teil des Ilm-Kreises um Arnstadt) direkt gewählt. In der 5. Wahlperiode (2009 bis 2014) war er Alterspräsident des Thüringer Landtags. Zur Landtagswahl 2014 trat er nicht mehr an.
Von 1994 bis 2003 war er zudem Vorsitzender des Wasser-/Abwasserzweckverbands Arnstadt und Umgebung.